# Nacompetitie (Nederlands voetbal)
In het Nederlands voetbal is de nacompetitie een competitie die na afloop van een reguliere voetbalcompetitie plaatsvindt. Deze nacompetitie kan de vorm hebben van een kleine competitie (met 3 of 4 teams), knock-outwedstrijden (winnaar van een tweestrijd wordt bepaald over één wedstrijd) of play-offs (winnaar van een tweestrijd wordt bepaald over meerdere wedstrijden). Play-offs waaraan geen verdere details worden gegeven, worden gespeeld volgens het Europacupprincipe (twee wedstrijden uit en thuis met de uitdoelpuntregel. De uitdoelpuntregel is sinds het seizoen 2021/22 afgeschaft. Bij een gelijke stand en gelijk doelsaldo volgt een verlenging).
In een nacompetitie wordt meestal beslist over de klasse waarin de deelnemers het volgende seizoen spelen. Andere beslissingen die de nacompetitie kunnen geven, zijn: het zaterdag-, zondag- en algeheel amateurkampioenschap en plaatsen voor "Europees voetbal".

## Eredivisie nacompetitie voor Europees voetbal

### Geschiedenis
Na het seizoen 1974/75 werd voor het eerst een competitie gespeeld met als inzet een UEFA-cupticket. Deze competitie was een halve competitie tussen de nummers drie tot en met zes van de Eredivisie en kan daarmee beschouwd worden als de eerste play-offs voor Europees voetbal in Nederland. Ajax werd de uiteindelijke winnaar van deze competitie. Mede omdat de UEFA deze competitie als kwalificatie voor de UEFA-cup niet wilde erkennen (maar een arbitragezaak hiertoe verloor), bleef het bij een eenmalig experiment dat pas eind jaren 80 een vervolg kreeg.
In de seizoenen 1986/87 en 1987/88 kreeg de KNVB wel toestemming van de UEFA voor een nacompetitie met als inzet een UEFA-cupticket. Vier periodekampioenen speelden tegen elkaar in een hele competitie. De eerste winnaar was FC Utrecht. In het tweede seizoen won FC Groningen. De KNVB wilde het experiment in 1988/89 voortzetten, maar omdat de UEFA weigerde om de winnaar van de nacompetitie opnieuw toe te laten in de UEFA-cup, werd in januari 1989 besloten de nacompetitie af te blazen. De weigering van de UEFA had te maken met het feit dat de toestemming voor twee seizoenen gold en dat winnaar van de nacompetitie, FC Groningen, slechts elfde was geworden in de reguliere competitie, waardoor in de ogen van de UEFA de UEFA-cup gedevalueerd werd.
| Seizoen | Ploegen                                 | Winnaar      |
| ------- | --------------------------------------- | ------------ |
| 1974/75 | Ajax, FC Twente '65, AZ '67, Sparta     | Ajax         |
| 1986/87 | FC Utrecht, Roda JC, VVV, FC Twente     | FC Utrecht   |
| 1987/88 | FC Twente, FC Groningen, Willem II, VVV | FC Groningen |

### Competitieopzet 2006-2008
In 2005/06 werd dit idee nieuw leven ingeblazen. De opzet werd echter sterk veranderd. De deelnemers aan de play-offs waren de nummers 2-13. Aanvankelijk zouden zij strijden om een plaats in de derde voorronde van de UEFA Champions League (nrs. 2-5), 3 of 4 UEFA-cuptickets (nrs. 2-9) en twee UEFA Intertoto Cup-tickets (nrs. 2-13). Kort nadat bekend werd gemaakt dat deze nacompetitie ingevoerd werd, besloot de UEFA om de Intertoto Cup op de schop te nemen waardoor er slechts één ticket voor de Intertoto Cup overbleef. De opzet bleef verder ongewijzigd. In de nacompetitie werd gespeeld met play-offs volgens het Europacupsysteem. Het team met de hoogste classificatie speelde de tweede wedstrijd thuis. De volgende wedstrijden werden gespeeld:
Ronde 1
- A: Nr. 2 - Nr. 5
- B: Nr. 3 - Nr. 4
- C: Nr. 6 - Nr. 9
- D: Nr. 7 - Nr. 8
- E: Nr. 10 - Nr. 13
- F: Nr. 11 - Nr. 12

Ronde 2
- G: Winnaar A - Winnaar B
- H: Verliezer A - Verliezer B
- I: Winnaar C - Winnaar D
- J: Winnaar E - Winnaar F

Ronde 3
- K: Verliezer H - Winnaar I
- L: Verliezer I - Winnaar J

Verdelingen
- De bekerwinnaar eindigt zesde of lager, of de kampioen is bekerwinnaar tegen de nummer 6 (of lager):

Winnaar G speelt 3e voorronde van de Champions League
Verliezer G speelt UEFA-cup
Winnaar H speelt UEFA-cup
Winnaar K speelt UEFA-cup
Verliezer K speelt Intertoto Cup
Bijzonderheid: De wedstrijden E, F, J en L worden niet gespeeld indien de bekerwinnaar 6-9 is geëindigd en wordt deze vervangen door de nummer 10.
- De bekerwinnaar eindigt 2-5 en verliest in de eerste of tweede ronde en speelt tegen een club die 6e of lager is geëindigd en de bekerwinnaar verliest in de eerste ronde:
- De bekerwinnaar en de verliezend bekerfinalist eindigt 1-5:

Winnaar G speelt 3e voorronde van de Champions League
Verliezer G speelt UEFA-cup
Verliezer A speelt UEFA-cup
Verliezer B speelt UEFA-cup
Winnaar I speelt UEFA-cup
Winnaar L speelt Intertoto Cup
Bijzonderheid: De wedstrijden H en K worden niet gespeeld. Tenzij de bekerwinnaar de tweede ronde speelt terwijl de bekerfinalist 6e of lager is geëindigd en wedstrijd I niet wint. Indien wedstrijd I wel gewonnen wordt, wordt wedstrijd K niet gespeeld.
- De winnaar van wedstrijd G wint de beker tegen een club die 6e of lager is geëindigd.

Verdeling gelijk aan het geval waarin de kampioen de beker wint tegen de nummer 6 of lager.

### Competitieopzet 2009-2014
In het seizoen 2007/08 begonnen de clubs echter te twijfelen. Door de veranderde opzet van de Champions League en de UEFA-cup en met de afgeschafte Intertoto Cup, dit alles vanaf 2009, moest de nacompetitie voor Europees voetbal op de schop. De KNVB wilde dat de nummers 3-10 in de nacompetitie zouden spelen terwijl de Eredivisie alleen de nummers 5-8 nacompetitie wilde spelen. Uiteindelijk werd besloten om het best-of-threeprincipe toe te passen. De hoogst geklasseerde club zal daar in een eventuele derde wedstrijd thuisvoordeel hebben. Dit werd uiteindelijk niet gebruikt en werd het best-of-twoprincipe toegepast. Het team met de hoogste classificatie speelde de tweede wedstrijd thuis. De winnaar werd de Nederlandse deelnemer in de tweede voorronde van de UEFA Europa League.
Ronde 1
- A: Nr. 5 - Nr. 8
- B: Nr. 6 - Nr. 7

Bijzonderheid: Wanneer de bekerwinnaar op de plekken 1-4 is geëindigd, dan krijgt de nummer 5 een Europese ticket en die hoeft niet deel te nemen aan de nacompetitie. Deze wordt vervangen door de nummer 9. Wanneer de bekerwinnaar op de plekken 5-8 is geëindigd, dan hoeft die niet deel te nemen aan de nacompetitie en deze wordt vervangen door de nummer 9. Deze bijzonderheid gold niet in 2011, 2013 en 2014.
Ronde 2
- C: Winnaar A - Winnaar B

### Competitieopzet 2015-2023
In het seizoen 2014/15 besloot de UEFA de opzet van de Europa League aan te passen. Hierdoor mocht Nederland een team minder deelnemen aan de Europa League en speelde de nummers 4-7 nacompetitie. De nacompetitie werd wederom gespeeld volgens het best-of-twoprincipe en het team met de hoogste classificatie speelde de tweede wedstrijd thuis. In 2021 werd één wedstrijd per ronde gespeeld en het team met de hoogste classificatie speelde thuis. De winnaar werd de Nederlandse deelnemer in de derde voorronde van de UEFA Europa League. Vanaf 2017 stroomde de winnaar weer in de tweede voorronde. Vanaf 2021 nam de winnaar deel aan de tweede voorronde van de UEFA Europa Conference League.
Ronde 1
- A: Nr. 4 - Nr. 7
- B: Nr. 5 - Nr. 6

Bijzonderheid: Wanneer de bekerwinnaar op de plekken 1-3 is geëindigd, dan krijgt de nummer 4 een Europese ticket en die hoeft niet deel te nemen aan de nacompetitie. Deze wordt vervangen door de nummer 8. Wanneer de bekerwinnaar op de plekken 4-7 is geëindigd, dan hoeft die niet deel te nemen aan de nacompetitie en deze wordt vervangen door de nummer 8. Deze bijzonderheid gold niet in 2015.
Ronde 2
- C: Winnaar A - Winnaar B

### Competitieopzet vanaf 2024
Door goede prestaties van Nederland in verschillende Europese toernooien mocht Nederland een extra team laten deelnemen aan de Champions League en wijzigde de Europese ticketverdeling. De nummers 5-8 speelt nacompetitie. Om belastbaarheid van de voetbalclubs te verminderen, wordt de nacompetitie over één wedstrijd per ronde gespeeld. Het team met de hoogste classificatie speelt thuis. De winnaar is de Nederlandse deelnemer in de tweede voorronde van de UEFA Conference League.
Ronde 1
- A: Nr. 5 - Nr. 8
- B: Nr. 6 - Nr. 7

Bijzonderheid: Wanneer de bekerwinnaar op de plekken 1-4 is geëindigd, dan krijgt de nummer 5 een Europese ticket en die hoeft niet deel te nemen aan de nacompetitie. Deze wordt vervangen door de nummer 9. Wanneer de bekerwinnaar op de plekken 5-8 is geëindigd, dan hoeft die niet deel te nemen aan de nacompetitie en deze wordt vervangen door de nummer 9.
Ronde 2
- C: Winnaar A - Winnaar B

### Winnaars van de nacompetitie om Europacuptickets
| Jaar | (voorronde) UEFA-cup / voorronde EL / voorronde ECL |
| ---- | --------------------------------------------------- |
| 2025 | AZ                                                  |
| 2024 | Go Ahead Eagles                                     |
| 2023 | FC Twente                                           |
| 2022 | AZ                                                  |
| 2021 | Feyenoord                                           |
| 2020 | Geen winnaar                                        |
| 2019 | FC Utrecht                                          |
| 2018 | Vitesse                                             |
| 2017 | FC Utrecht                                          |
| 2016 | Heracles Almelo                                     |
| 2015 | Vitesse                                             |
| 2014 | FC Groningen                                        |
| 2013 | FC Utrecht                                          |
| 2012 | Vitesse                                             |
| 2011 | ADO Den Haag                                        |
| 2010 | FC Utrecht                                          |
| 2009 | NAC Breda                                           |

| Jaar | (voorronde) CL | (voorronde) UEFA-cup voorronde EL       | Intertoto Cup |
| ---- | -------------- | --------------------------------------- | ------------- |
| 2008 | FC Twente      | Ajax sc Heerenveen N.E.C.               | NAC Breda     |
| 2007 | Ajax           | AZ FC Twente sc Heerenveen FC Groningen | FC Utrecht    |
| 2006 | Ajax           | FC Groningen AZ Feyenoord sc Heerenveen | FC Twente     |
| 1988 |                | FC Groningen                            |               |
| 1987 | FC Utrecht     |                                         |               |
| 1975 | Ajax           |                                         |               |

## Promotie/degradatie nacompetitie Eerste divisie/Eredivisie

### Geschiedenis
De nacompetitie om promotie naar de Eredivisie bestaat sinds het seizoen 1972/73. Door het winnen van periodetitels kon men zich plaatsen voor deze nacompetitie. De bedenker van deze nieuwe opzet was Dokter Ab Wit, clubarts en destijds voorzitter van de eerstedivisieclub WVV Wageningen. Op deze manier werd de spanning in de competitie van de eerste divisie teruggebracht, want geen enkele ploeg kon uit deze competitie degraderen en als je als club geen kans meer had op het kampioenschap was het spelen voor een periodetitel weer een extra stimulans om voor de winst te gaan. Ook voor de toeschouwers was dit aantrekkelijker en mede daardoor zag je bij clubs die meestreden voor een periodetitel de toeschouwersaantallen stijgen. De eerste nacompetitie werd gewonnen door De Graafschap, met Guus Hiddink in het elftal. Het volgend jaar was het Wageningen van dokter Wit de winnaar.
Tot en met het seizoen 1980/81 degradeerden er twee clubs rechtstreeks uit de eredivisie en promoveerde de kampioen van de eerste divisie. De vier periodekampioenen namen deel aan de nacompetitie, waarin alle ploegen uit en thuis tegen elkaar speelden. De winnaar van deze nacompetitie promoveerde naar de eredivisie. 
Vanaf het seizoen 1981/82 promoveerde de nummer 2 van de eerste divisie ook rechtstreeks en degradeerden er drie clubs rechtstreeks uit de eredivisie. De nacompetitie bleef gehandhaafd.
In het seizoen 1989/90 veranderde de nacompetitie opnieuw. Vanaf dat seizoen deden er zes clubs uit de eerste divisie mee: de vier periodekampioenen en de twee hoogst geklasseerde clubs zonder periodetitel. Vanaf dit seizoen werden de clubs over twee groepen verdeeld. De nummer 2 van de eerste divisie was niet langer verzekerd van promotie. In beide groepen speelden de clubs uit en thuis tegen elkaar. De winnaars van de groepen speelden in een play-off tegen elkaar voor promotie. De winnaar promoveerde naar de eredivisie en de verliezer speelde in een play-off tegen de nummer 16 van de eredivisie. De nummer 16 van de eredivisie degradeerde dus niet langer rechtstreeks.
In het seizoen 1992/93 veranderde de opzet alweer. De hoogst geklasseerde clubs in de eerste divisie zonder periodetitel waren niet langer verzekerd van een plaats in de nacompetitie. Daarvoor in de plaats kwamen de nummers 16 en 17 van de eredivisie. De groepswinnaars plaatsten zich voor de eredivisie. Vanaf het seizoen 1993/94 deden er acht clubs mee aan de nacompetitie, de twee hoogst geklasseerde clubs uit de eerste divisie mochten weer meedoen. De acht clubs werden verdeeld over 2 groepen. De clubs speelden 3 wedstrijden thuis en 3 uit tegen de andere drie clubs in de groep. De twee groepswinnaars plaatsten zich voor de eredivisie.
In het seizoen 2005/06 werd de nacompetitie drastisch gewijzigd. Tot en met seizoen 2018/19 deden er tien clubs mee aan de nacompetitie voor promotie naar of degradatie uit de eredivisie.
Vanaf het seizoen 2019/20 is de opzet van de nacompetitie veranderd. Naast de kampioen van de eerste divisie promoveert ook de nummer 2 van de eerste divisie rechtstreeks naar de eredivisie. Hierdoor degraderen de nummers 17 en 18 van de eredivisie rechtstreeks naar de eerste divisie. De nummer 16 van de eredivisie blijft deelnemen aan de nacompetitie. In de nacompetitie nemen zeven clubs deel, de nummer 16 van de eredivisie en de vier (plaatsvervangende) periodekampioenen en de twee hoogst geklasseerde clubs zonder periodetitel van de eerste divisie. Zij strijden in drie ronden om een plaats voor de eredivisie.

### Competitieopzet 2006-2019
Deelnemers
Er deden tien clubs mee aan de nacompetitie voor promotie/degradatie eredivisie. Dit waren de nummers 16 en 17 uit de eredivisie en de vier (plaatsvervangende) periodekampioenen en de vier hoogst geklasseerde clubs zonder periodetitel van de eerste divisie.
Ronde 1
De acht eerstedivisieclubs worden gesorteerd op volgorde van de eindrangschikking. De vier laagst geklasseerde clubs spelen in een play-off tegen elkaar om een plaats in de tweede ronde. Voor de eenvoud krijgen de clubs een nummer op basis van de eindlijst, waarbij de hoogst geëindigde eerstedivisionist wordt aangegeven als #2 ED en de laagst geëindigde eerstedivisieclub als #9 ED. Er wordt in een best-of-2-play-off gespeeld, waarbij het resultaat over twee wedstrijden (uit en thuis) bepaalt welk team doorgaat. Indien dit resultaat gelijk is, zal het team met de meest gescoorde uitdoelpunten doorgaan. Is ook dit na twee keer 90 minuten geheel gelijk, dan volgt er verlenging en eventueel strafschoppen. Het team met de hoogste classificatie speelt de tweede wedstrijd thuis. 
- A: #6 ED - #9 ED
- B: #7 ED - #8 ED

Ronde 2
In de tweede ronde stromen de overige zes deelnemers in. De eredivisieclubs spelen tegen winnaars uit de eerste ronde en de overige vier eerstedivisieclubs spelen tegen elkaar volgens dezelfde principe als in de eerste ronde voor een plaats in de derde ronde. Zij worden in het overzicht genoemd als #16 ERE en #17 ERE, overeenkomstig de eindstand van de eredivisie.
Tot en met 2009 werd in deze ronde in een best-of-3-play-off gespeeld. In de best-of-3-play-off werd een derde wedstrijd gespeeld indien het puntenaantal over de eerste twee wedstrijden gelijk was. Het thuisvoordeel was voor de club die volgens het Europacupsysteem de wedstrijd over twee wedstrijden zou hebben gewonnen. Indien de eerste twee wedstrijden dezelfde uitslag hebben moest de beslissing over het thuisvoordeel door strafschoppen worden beslist.
- C: #17 ERE - Winnaar A
- D: #2 ED - #5 ED
- E: #3 ED - #4 ED
- F: #16 ERE - Winnaar B

Ronde 3
De winnaars van ronde 3 spelen in het volgende seizoen in de eredivisie. Deze ronde wordt gespeeld volgens hetzelfde principe als in de eerste twee ronden.
- G: Winnaar C - Winnaar D
- H: Winnaar E - Winnaar F

### Competitieopzet vanaf 2020
Deelnemers
Er doen zeven clubs mee aan de nacompetitie voor promotie/degradatie eredivisie. Dit zijn de nummer 16 uit de eredivisie en de vier (plaatsvervangende) periodekampioenen en de twee hoogst geklasseerde clubs zonder periodetitel van de eerste divisie.
Ronde 1
De zes eerstedivisieclubs worden gesorteerd op volgorde van de eindrangschikking. Alle zes eerstedivisieclubs spelen in een play-off tegen elkaar om een plaats in de tweede ronde. Voor de eenvoud krijgen de clubs een nummer op basis van de eindlijst, waarbij de hoogst geëindigde eerstedivisionist wordt aangegeven als #3 ED en de laagst geëindigde eerstedivisieclub als #8 ED. Er wordt in een best-of-2-play-off gespeeld, waarbij het resultaat over twee wedstrijden (uit en thuis) bepaalt welk team doorgaat. Indien dit resultaat gelijk is, dan volgt er verlenging en eventueel strafschoppen. Het team met de hoogste classificatie speelt de tweede wedstrijd thuis. 
- A: #3 ED - #8 ED
- B: #4 ED - #7 ED
- C: #5 ED - #6 ED

Ronde 2
In de tweede ronde stroomt de nummer 16 uit de eredivisie in. Samen met de drie teams uit de eerste ronde spelen volgens dezelfde principe als in de eerste ronde tegen elkaar voor een plaats in de derde ronde. Zij wordt in het overzicht genoemd als #16 ERE, overeenkomstig de eindstand van de eredivisie.
- D: Winnaar A - Winnaar B
- E: #16 ERE - Winnaar C

Ronde 3
De winnaar van ronde 3 speelt in het volgende seizoen in de eredivisie. Deze ronde wordt gespeeld volgens hetzelfde principe als in de eerste twee ronden.
- F: Winnaar D - Winnaar E

### Overzicht van resultaten van de nacompetitie
| Seizoen   | Promovendi                     | Handhaving Eredivisie  | Degradanten                       |
| --------- | ------------------------------ | ---------------------- | --------------------------------- |
| 2024-2025 | Telstar                        |                        | Willem II                         |
| 2023-2024 | NAC Breda                      |                        | Excelsior                         |
| 2022-2023 | Almere City FC                 |                        | FC Emmen                          |
| 2021-2022 | Excelsior                      |                        | Heracles Almelo                   |
| 2020-2021 | N.E.C.                         |                        | FC Emmen                          |
| 2019-2020 | Geen resultaten                | Geen resultaten        | Geen resultaten                   |
| 2018-2019 | RKC Waalwijk Sparta Rotterdam  |                        | Excelsior De Graafschap           |
| 2017-2018 | FC Emmen De Graafschap         |                        | Roda JC Kerkrade Sparta Rotterdam |
| 2016-2017 | NAC Breda                      | Roda JC Kerkrade       | N.E.C.                            |
| 2015-2016 | Go Ahead Eagles                | Willem II              | De Graafschap                     |
| 2014-2015 | Roda JC Kerkrade De Graafschap |                        | NAC Breda Go Ahead Eagles         |
| 2013-2014 | FC Dordrecht Excelsior         |                        | N.E.C. RKC Waalwijk               |
| 2012-2013 | Go Ahead Eagles                | Roda JC Kerkrade       | VVV-Venlo                         |
| 2011-2012 | Willem II                      | VVV-Venlo              | De Graafschap                     |
| 2010-2011 |                                | VVV-Venlo Excelsior    |                                   |
| 2009-2010 | Excelsior                      | Willem II              | Sparta Rotterdam                  |
| 2008-2009 | RKC Waalwijk                   | Roda JC Kerkrade       | De Graafschap                     |
| 2007-2008 | ADO Den Haag                   | De Graafschap          | VVV-Venlo                         |
| 2006-2007 | VVV-Venlo                      | Excelsior              | RKC Waalwijk                      |
| 2005-2006 |                                | NAC Breda Willem II    |                                   |
| 2004-2005 | Sparta                         | RBC Roosendaal         | De Graafschap                     |
| 2003-2004 | De Graafschap                  | Vitesse                | FC Volendam                       |
| 2002-2003 | FC Volendam                    | FC Zwolle              | Excelsior                         |
| 2001-2002 | Excelsior RBC Roosendaal       |                        | Sparta FC Den Bosch               |
| 2000-2001 |                                | Sparta Fortuna Sittard |                                   |
| 1999-2000 | FC Groningen RBC Roosendaal    |                        | Cambuur Leeuwarden MVV            |
| 1998-1999 |                                | Sparta RKC Waalwijk    |                                   |
| 1997-1998 | Cambuur Leeuwarden             | RKC Waalwijk           | FC Groningen                      |
| 1996-1997 |                                | N.E.C. RKC Waalwijk    |                                   |
| 1995-1996 |                                | FC Volendam N.E.C.     |                                   |
| 1994-1995 | De Graafschap                  | Go Ahead Eagles        | MVV                               |
| 1993-1994 | N.E.C.                         | RKC Waalwijk           | VVV                               |
| 1992-1993 | sc Heerenveen NAC Breda        |                        | FC Den Bosch Fortuna Sittard      |
| 1991-1992 | BVV Den Bosch Go Ahead Eagles  |                        | ADO Den Haag                      |
| 1990-1991 | VVV                            | SVV                    |                                   |
| 1989-1990 | sc Heerenveen                  | N.E.C.                 |                                   |
| 1988-1989 | N.E.C.                         |                        |                                   |
| 1987-1988 | MVV                            |                        |                                   |
| 1986-1987 | DS '79                         |                        |                                   |
| 1985-1986 | SC Veendam                     |                        |                                   |
| 1984-1985 | N.E.C.                         |                        |                                   |
| 1983-1984 | NAC                            |                        |                                   |
| 1982-1983 | FC Den Bosch '67               |                        |                                   |
| 1981-1982 | Excelsior                      |                        |                                   |
| 1980-1981 | De Graafschap                  |                        |                                   |
| 1979-1980 | FC Wageningen                  |                        |                                   |
| 1978-1979 | Willem II                      |                        |                                   |
| 1977-1978 | MVV                            |                        |                                   |
| 1976-1977 | Volendam                       |                        |                                   |
| 1975-1976 | VVV                            |                        |                                   |
| 1974-1975 | Eindhoven                      |                        |                                   |
| 1973-1974 | Wageningen                     |                        |                                   |
| 1972-1973 | De Graafschap                  |                        |                                   |

## Amateurvoetbal

### Zaterdag- en zondagkampioenschap
Tot en met het seizoen 2009/10 speelden de drie kampioenen van de zaterdaghoofdklassen een hele competitie om het zaterdagkampioenschap in het amateurvoetbal. De winnaar was de zaterdagamateurkampioen.
Het zondagkampioenschap was hier analoog aan. Hierin speelden de drie kampioenen van de zondaghoofdklassen.
Vanaf het seizoen 2010/11 is deze competitie vervallen. De kampioenen van de twee topklassen zijn automatisch zaterdag- en zondagkampioen.

### Algeheel amateurkampioenschap
De zaterdag- en zondagkampioen spelen een nacompetitie. In een play-off wordt bepaald welke club algeheel amateurkampioen van Nederland wordt. Vanaf 2016 is deze nacompetitie door opkomst van tweede divisie vervallen.

### Promotie/degradatie
Net als in het betaald voetbal spelen clubs uit een lagere competitie voor promotie naar een klasse hoger. Hoe de nacompetitie verloopt, is per competitie verschillend. Meestal met een play-offwedstrijd.
Eredivisie

1960 · 1975 · 1987 · 1988
Eerste divisie

1973 · 1974 · 1975 · 1976 · 1977 · 1978 · 1979 · 1980 · 1981 · 1982 · 1983 · 1984 · 1985 · 1986 · 1987 · 1988 · 1989 · 1990 · 1991 · 1992 · 1993 · 1994 · 1995 · 1996 · 1997 · 1998 · 1999 · 2000 · 2001 · 2002 · 2003 · 2004 · 2005

Vanaf 2006 staan alle competities op 1 pagina.

2006 · 2007 · 2008 · 2009 · 2010 · 2011 · 2012 · 2013 · 2014 · 2015 · 2016 · 2017 · 2018 · 2019 · 2020 · 2021 · 2022 · 2023 · 2024 · 2025
Nationale teams: 
 Nationaal elftal · Nationaal vrouwenelftal · Jong Oranje · Olympisch elftal · Nationaal B-elftal 
 Mannenvoetbal: 
 Betaald voetbal · Eredivisie · KNVB Beker · Johan Cruijff Schaal · Nacompetitie/Play-offs · Eerste divisie · Tweede divisie · Derde divisie · Vierde divisie · Amateurvoetbal · Onder 21 competitie · Beloften Eredivisie · Beloften Eerste Divisie · Beloften KNVB Beker · A-Junioren Eredivisie · B-Junioren Eredivisie 
 Vrouwenvoetbal: 
 Vrouwen Eredivisie · Vrouwen Eerste divisie · KNVB Beker Vrouwen · Eredivisie Cup · Supercup Vrouwen · Zaalvoetbal · KNVB Schoolvoetbal